# Heaven Shall Burn
Heaven Shall Burn est un groupe de death metal mélodique allemand, originaire de Saalfeld. Formé en 1996, le groupe comprend le chanteur Marcus Bischoff, les guitaristes Maik Weichert et Alexander Dietz, le bassiste Eric Bischoff et le batteur Christian Bass. Ils sont actuellement signés à Century Media. Ils comptent au total dix albums studio, l'un des derniers étant, Veto (2013), qui atteindra la deuxième place des classements allemands en 2013.
Le style musical de Heaven Shall Burn est catégorisé metalcore,,,, death metal mélodique,, et deathcore. Leurs paroles relatent l'anti-racisme, le combat contre l'injustice sociale et autres sujets similaires. Tous les membres sont végétaliens ou végétariens et la plupart mènent une vie straight edge,.

## Biographie

### Débuts (1996–2003)

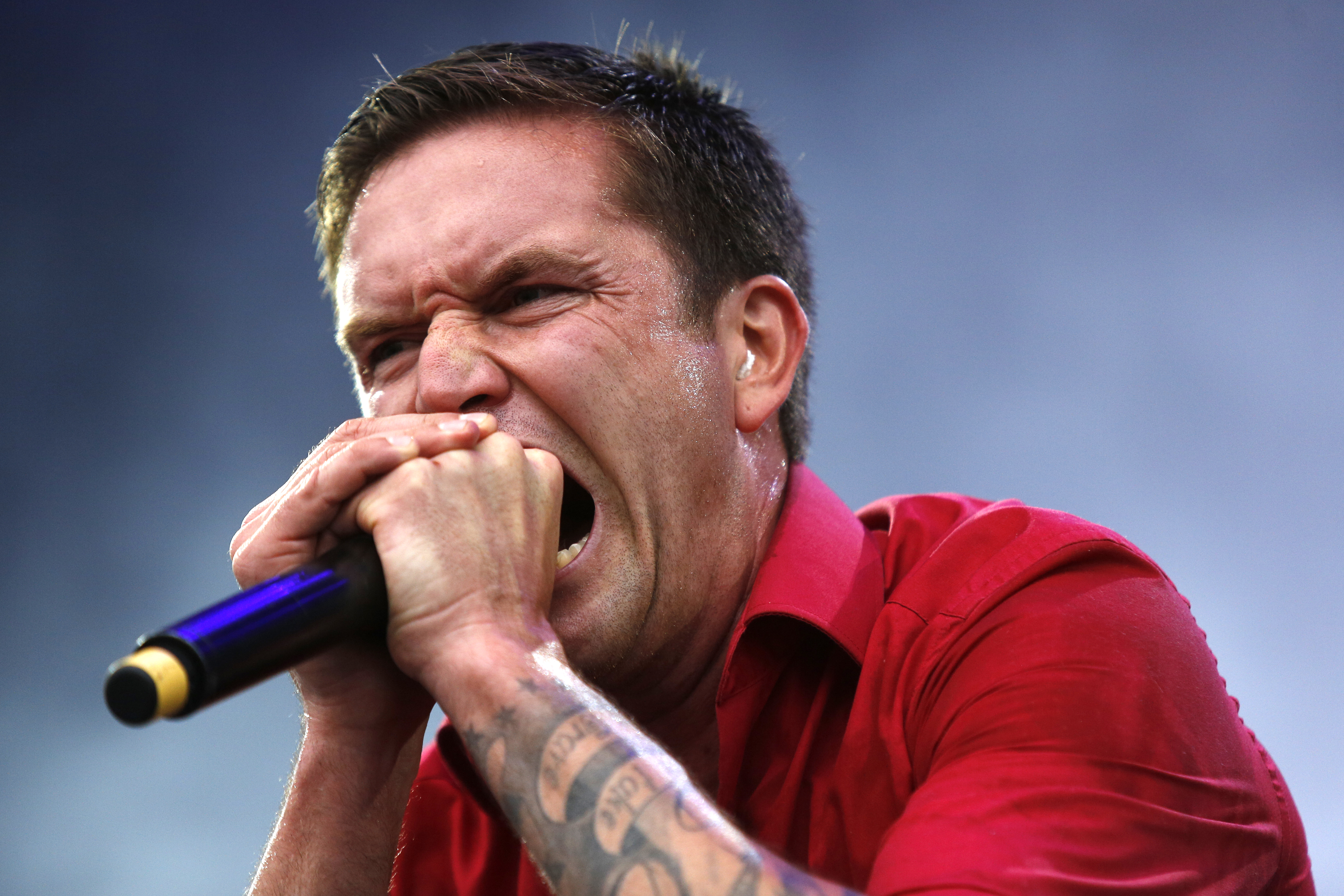
Marcus Bischoff, chanteur du groupe.

Heaven Shall Burn est formé par le guitariste Maik Weichert et le batteur Matthias Voigt à la fin de 1996 sous le nom de Consense. Après l'enregistrement de leur première démo au début de 1997, le chanteur Marcus Bischoff et le bassiste Eric Bischoff se joignent au groupe. Ensemble, ils jouent à divers concerts et festivals, menant ainsi à un contrat avec Deeds of Revolution Records. L'EP In Battle There Is No Law est publié en 1998 chez Deeds of Revolution Records suivi par un split avec Fall of Serenity en 1999. Peu après, le second guitariste Patrick Schleitzer se joint à Heaven Shall Burn.
Après leur split avec Fall of Serenity, ils signent au label Lifeforce Records. Lifeforce publie le premier album de Heaven Shall Burn, Asunder, et leur première collaboration avec Caliban, intitulée The Split Program, en 2000,. Heaven Shall Burn tourne ensuite en Europe et Amérique du Sud. En 2002, leur deuxième album, Whatever It May Take, et une réédition de leur EP In Battle There Is No Law, sont publiés. Après la sortie de Whatever It May Take, Heaven Shall Burn entame une autre tournée, cette fois dans plusieurs pays comme la Grèce, l'Islande ou le Royaume-Uni. Ils jouent également dans de prestigieux festivals allemands comme le Party.San, le With Full Force et le Wacken Open Air.

### AntigoneetDeaf to Our Prayers(2004–2006)

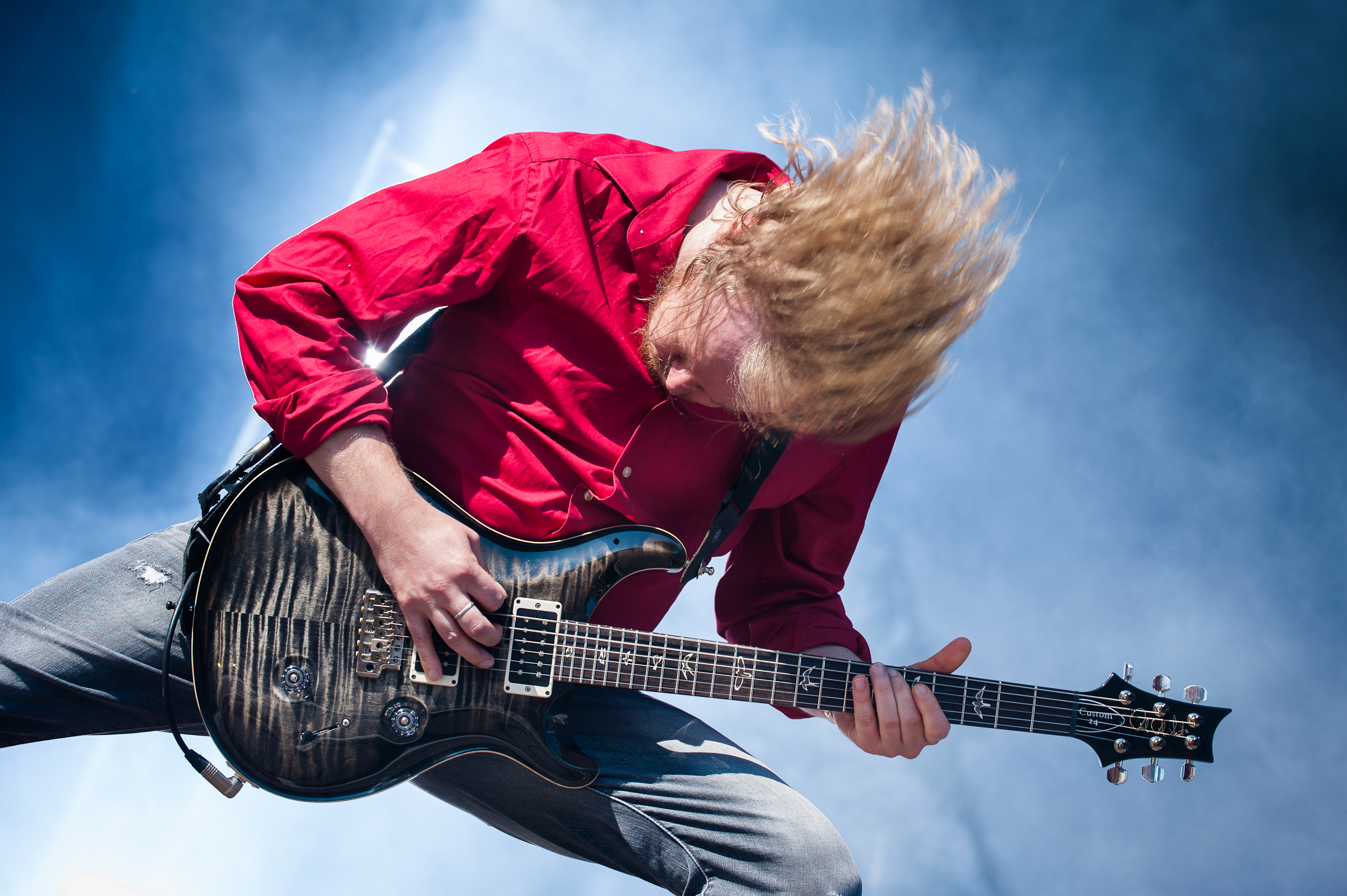
Alexander Dietz au Rocco del Schlacko 2012.

Après leur signature au label Century Media en janvier 2004, Heaven Shall Burn publie l'album Antigone le 26 avril la même année. la version LP de l'album est publiée à Lifeforce Records. Peu après la sortie de Antigone, Heaven Shall Burn tourne un clip vidéo pour la chanson The Weapon They Fear. Antigone est soutenu par une tournée en Europe, aux côtés de Maroon. Après le tsunami de 2004 dans l'océan Indien, Heaven Shall Burn s'associe avec Napalm Death et The Haunted pour un single split intitulé Tsunami Benefit afin de gagner des fonds pour les victimes. Le single est limité à 1 000 d'exemplaires et est vendu à deux concerts exclusives de Napalm Death.
En mars 2005, Heaven Shall Burn participe à l'Independence D Festival au Japon. Durant l'été 2005, le deuxième split de Heaven Shall Burn et Caliban, The Split Program II, est publié par Lifeforce Records. Peu après sa participation à la tournée Hell on Earth Tour 2005, Heaven Shall Burn annonce le départ du guitariste Patrick Schleitzer, et son remplacement par Alexander Dietz qui jouera au Hell on Earth Tour. Heaven Shall Burn joue à un concert spécial au Schleitzer de Saalfeld.
Après une période d'accalmie, Heaven Shall Burn annonce l'enregistrement d'un nouvel album intitulé Deaf to Our Prayers, qui sera publié le 28 août 2006. Après la sortie de Counterweight, première chanson de l'album. Deaf to Our Prayers atteint la 65e place des classements allemands, devenant ainsi le premier album de Heaven Shall Burn classé. Durant l'été 2006, Heaven Shall Burn joue notamment au festival Summer Breeze Open Air. Des images scéniques, enregistrées au Summer Breeze sont ensuite utilisées pour le clip de la chanson Counterweight. En septembre et octobre, ils jouent en tête d'affiche à la tournée Hell on Earth Tour 2006 avec Cataract, Maroon, et God Forbid. En fin d'année, ils jouent avec Caliban en Allemagne et en Belgique.

### TrilogieIconoclast(2007–2012)

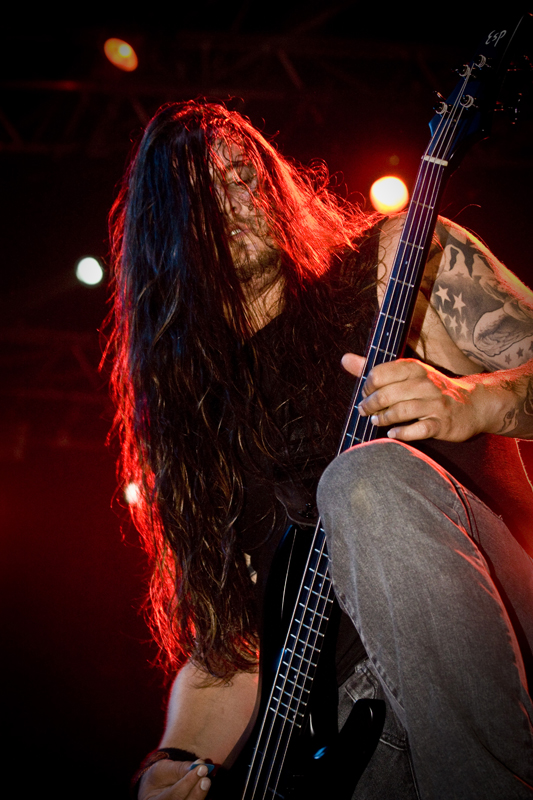
Eric Bischoff au Resurrection Festival, en 2010.

Une version remixée de Whatever It May Take est publiée en 2007, avec la chanson acoustique io. Pour leurs tournées en été, ils recrutent Christian Bass comme batteur live. En août, Heaven Shall Burn annonce l'enregistrement d'un nouvel album. En octobre, le nouvel album, Iconoclast (Part 1: The Final Resistance) est annoncé pour le début de 2008. Heaven Shall Burn termine l'année 2007, en participant à la tournée Darkness Over X-Mas Tour, en tête d'affiche avec Caliban, et en soutien de Sonic Syndicate, Misery Speaks et The Sorrow. Endzeit, la première chanson issue de Iconoclast est jouée à la tournée.
Après l'entrée de Iconoclast à la 21e place des classements allemands, le groupe tourne un clip pour la chanson Endzeit. Après quelques concerts en Allemagne et en Grèce, Heaven Shall Burn joue en soutien à Iconoclast. La première partie de la tournée, effectuée en Europe, se fait avec Aborted et Misery Speaks, et la seconde partie s'effectue pour la première fois en Amérique du Nord avec Embrace the End et The Ghost Inside. La partie nord-américaine s'effectue aux États-Unis et au Canada, au New England Metal and Hardcore Festival. Après cette tournée, Heaven Shall Burn joue quelques festivals d'été à travers l'Europe. À Vienne, Heaven Shall Burn joue un concert célébrant son dixième anniversaire. Le concert est enregistré pour un futur DVD.
L'enregistrement du concert à Vienne est inclus dans Bildersturm – Iconoclast II (The Visual Resistance). Le premier DVD de Heaven Shall Burn, intitulé Bildersturm, est publié en 2009. Une vidéo de leur reprise de Black Tears du groupe Edge of Sanity est aussi tournée. En mai, Heaven Shall Burn soutient Trivium à leur tournée australienne. Toujours en été, Heaven Shall Burn participe à des festivals à travers l'Europe comme le Wacken Open Air. Au début de décembre, Heaven Shall Burn joue au Taste of Chaos 2009 en Allemagne avec In Flames et Killswitch Engage. Plus tard le même mois, Heaven Shall Burn joue à la tournée Darkness Over X-Mas Tour en soutien à Dark Tranquillity, Swashbuckle, et Deadlock.
La troisième et dernière partie de la trilogie Iconoclast, Invictus (Iconoclast III) est publiée en mai 2010 et devient leur premier album chez Century Media à atteindre le top 10 des classements allemands (9e place). En soutien à Invictus, Heaven Shall Burn tourne avec As I Lay Dying en Europe, en novembre 2010, aux côtés de Suicide Silence et Dew-Scented,. En mai 2011, Heaven Shall Burn tourne en Amérique du Sud, encore une fois avec As I Lay Dying.
Au début de 2012, Heaven Shall Burn joue au festival australien Soundwave, puis en Asie du Sud-Est. Ils prennent ensuite part à la tournée Impericon Progression Tour aux côtés d'Unearth, Neaera et Suffokate en Europe, et Rise to Remain, Malefice et Adept au Royaume-Uni,. Après quelques concerts et une apparition au festival With Full Force. Heaven Shall Burn et Caliban s'associent pour fêter leur quinze années respectives. Heaven Shall Burn célèbre son quinzième anniversaire le 21 décembre 2012 au Klubhaus de Saalfeld

### Veto(2013–2015)

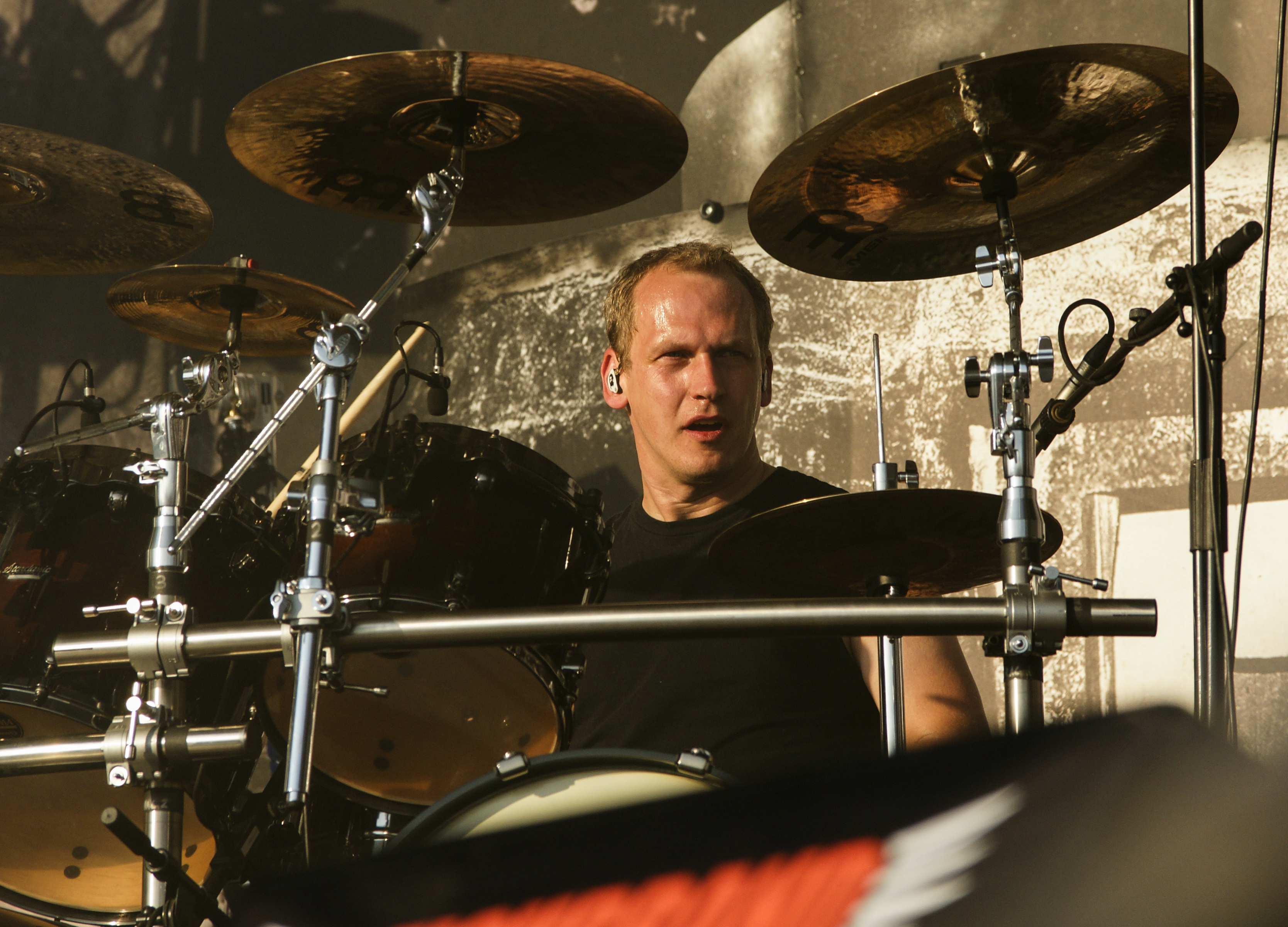
Christian Bass, batteur du groupe, jouant au Deichbrand 2014.

En janvier 2013, Heaven Shall Burn annonce avoir terminé l'écriture d'un nouvel album et avoir commencé les enregistrements. Le 20 février, ils révèlent leur nouvel album, Veto, qui est publié le 19 avril en Allemagne et le 30 avril en Amérique du Nord. Pour la promotion de l'album, un clip de la chanson Hunters Will Be Hunted est tourné, accompagnée d'un vidéo lyrique pour Godiva. La sortie de l'album est célébrée aux Impericon Festivals de Leipzig et Vienne et au Loudfest de Zurich. Veto atteint la deuxième place des classements allemands. Heaven Shall Burn apparait à certains festivals d'été européens en 2013, comme le Graspop Metal Meeting et la première édition du Rock'n'Heim au Hockenheimring,. En soutien à Veto, Heaven Shall Burn embarque pour une tournée européenne en tête d'affiche en novembre et décembre 2013 avec Hypocrisy, Dying Fetus et Bleed from Within. Avant le début de la tournée, le batteur Matthias Voigt annonce son départ de Heaven Shall Burn et son remplacement par Christian Bass.

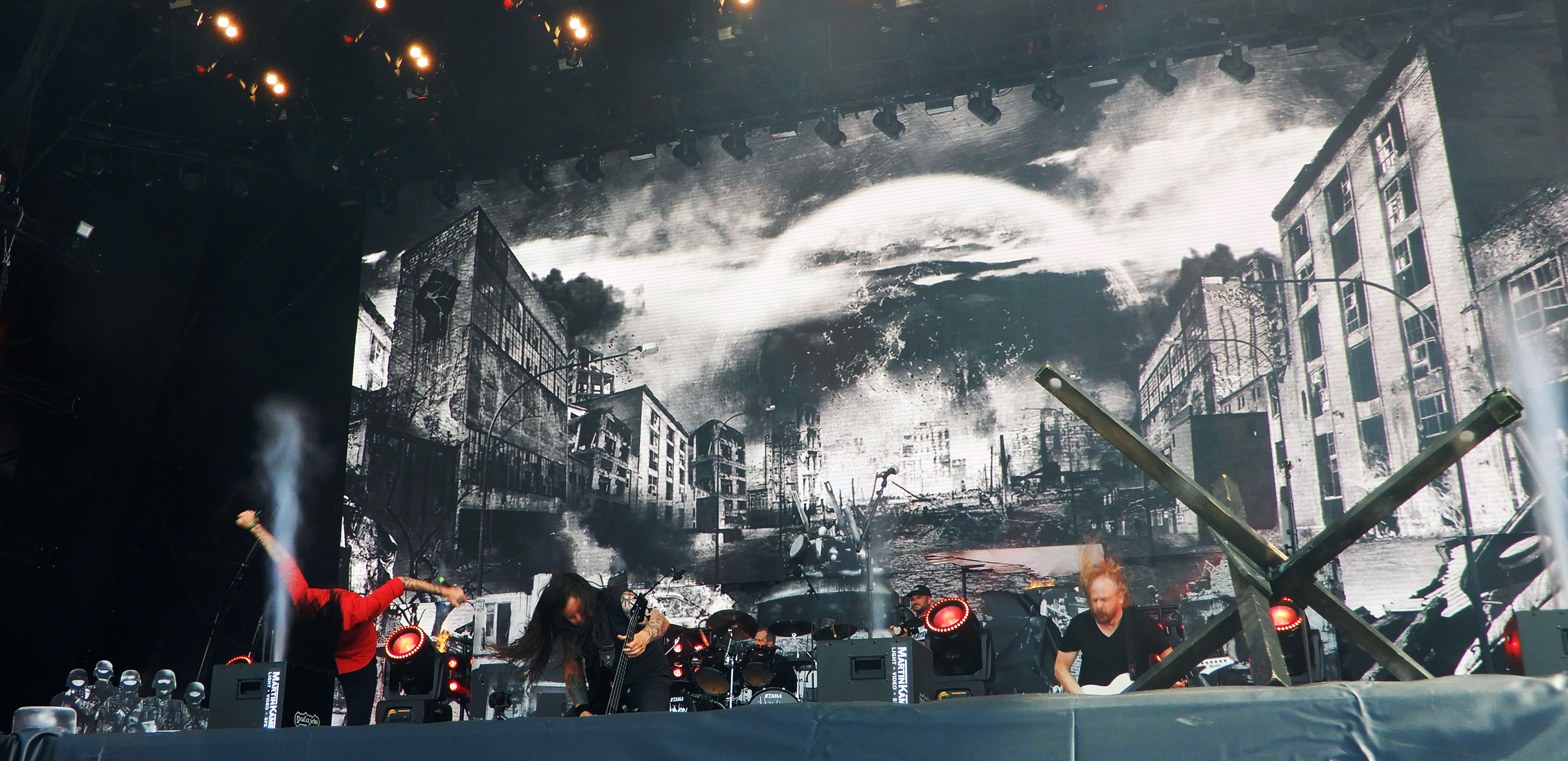
Heaven Shall Burn au Hellfest 2022

En février 2014, Heaven Shall Burn tourne en Amérique du Sud avec Parkway Drive. Heaven Shall Burn joue à quelques festivals en Europe en été 2014 comme le Rock am Ring et Rock im Park, Wacken Open Air, Deichbrand et Summer Breeze Open Air. Plus tard dans l'année, Heaven Shall Burn participe à la tournée européenne de Parkway Drive avec Carnifex et Northlane.

### Wanderer(depuis 2016)
Le 19 septembre 2016, le groupe publie son huitième album, Wanderer.

## Membres

### Membres actuels
- Marcus Bischoff – chant (depuis 1996)
- Maik Weichert – guitare (depuis 1996)
- Eric Bischoff – basse (depuis 1996)
- Alexander Dietz – guitare (depuis 2005)
- Christian Bass – batterie (depuis 2013)

### Anciens membres
- Patrick Schleitzer – guitare (1998–2005)
- Matthias Voigt – batterie (1996–2013)

### Musicien de session
- Daniel Wilding – batterie (sur Veto)

## Discographie

### Albums studio
- 2000 : Asunder
- 2002 : Whatever it May Take
- 2004 : Antigone
- 2006 : Deaf to Our Prayers
- 2008 : Iconoclast (Part 1) : The Final Resistance
- 2009 : Iconoclast (Part 2) : The Visual Resistance
- 2010 : Invictus
- 2013 : Veto
- 2016 : Wanderer
- 2020 : Of Thuth And Sacrifice
- 2025 : Heimat

### EP
- 1998 : In Battle There is No Law

### Splits
- 1999 : Heaven Shall Burn / Fall of Serenity
- 2001 : The Split Program (avec Caliban)
- 2005 : Tsunami Benefit (CD-single)
- 2005 : The Split Program II (avec Caliban)

### Compilations
- 2002 : In Battle... (There Is No Law) (best-of)
- 2007 : Voces del Underground
- 2008 : A Century of Classics